# Una mujer que no llame la atención
«Una mujer que no llame la atención» es la novena canción del álbum Pateando piedras del grupo chileno Los Prisioneros.

## Antecedentes
Es una canción irónica cantada desde el punto de vista de un hombre machista que ansía tener una mujer sumisa. Jorge González repetiría esta temática en «Corazones rojos», del álbum Corazones (1990).
Musicalmente, según González, «[e]s parte de la movida del tecno-pop, del tipo que hacían Heaven 17 o Depeche Mode».
Sin embargo, el mismo González considera esta canción, junto con «Exijo ser un héroe», como una las más débiles del disco, por lo que nunca fue tocada por Los Prisioneros en vivo.